# ارتباطات مهندسی
ارتباطات مهندسی (به انگلیسی: Engineering Connections) نام مجموعه مستندی است که از شبکه نشنال جئوگرافیک پخش شد، و توسط ریچارد هموند ارائه شد. این مستند به چگونگی استفادهٔ مهندسان و طراحان از اختراعات تاریخی و سرنخ‌های طبیعی برای ارائه راه‌های مبتکرانه در تولید ماشین آلات جدید و توسعه ساختمان‌ها می‌پردازد. ساختار این مجموعه بسیار شبیه به مجموعهٔ ارتباطات (مستند تلویزیونی) ساختهٔ جیمز برک در سال ۱۹۷۸ می‌باشد. فصل اول این مجموعه با چهار قسمت در ۸ سپتامبر ۲۰۰۸ از شبکه نشنال جئوگرافیک و در تاریخ ۱ مارس ۲۰۱۰ از شبکه بی‌بی‌سی دو پخش شد. فصل دوم این مجموعه با شش قسمت در ۷ سپتامبر ۲۰۰۹ از شبکه نشنال جئوگرافیک و در تاریخ ۸ می ۲۰۱۰ از شبکه بی‌بی‌سی دو پخش شد. فصل سوم این مجموعه با شش قسمت در ۸ می ۲۰۱۱ از شبکه بی‌بی‌سی دو پخش شد.

## فهرست قسمت‌ها

### فصل یک
1. ایرباس آ۳۸۰
2. تایپه ۱۰۱
3. تلسکوپ کک
4. میدان گازی ترول

### فصل دو
1. ورزشگاه ومبلی
2. تالار اپرای سیدنی
3. اچ‌ام‌اس الیوستریوس (آر۰۶)
4. موزه گوگنهایم بیلبائو
5. میلو (پل)
6. فرودگاه بین‌المللی هنگ کنگ

### فصل سه
1. برج العرب
2. فرمول یک
3. کشتی حمل گاز مایع طبیعی
4. پل ریو آنتریو
5. شاتل فضایی
6. شینکانسن